# Saprosites rufopolitus
Saprosites rufopolitus är en skalbaggsart som beskrevs av Gillet 1924. Saprosites rufopolitus ingår i släktet Saprosites och familjen Aphodiidae. Inga underarter finns listade i Catalogue of Life.